# Episodi de Il cane di papà (quarta stagione)
La quarta stagione della serie televisiva Il cane di papà è stata trasmessa in anteprima negli Stati Uniti d'America dalla NBC tra il 21 settembre 1991 e il 2 maggio 1992.
| nº | Titolo originale                                 | Titolo italiano | Prima TV USA      | Prima TV Italia |
| -- | ------------------------------------------------ | --------------- | ----------------- | --------------- |
| 1  | 50 Million Men and a Baby                        |                 | 21 settembre 1991 |                 |
| 2  | Almost Like Being in Love                        |                 | 28 settembre 1991 |                 |
| 3  | Her Cheatin' Heart                               |                 | 5 ottobre 1991    |                 |
| 4  | Food for Thought                                 |                 | 12 ottobre 1991   |                 |
| 5  | Harry's Got a Gun                                |                 | 19 ottobre 1991   |                 |
| 6  | The Dreyfus Affair                               |                 | 26 ottobre 1991   |                 |
| 7  | Country Weston                                   |                 | 2 novembre 1991   |                 |
| 8  | Windy                                            |                 | 9 novembre 1991   |                 |
| 9  | Talk, Talk, Talk                                 |                 | 16 novembre 1991  |                 |
| 10 | Lonely Are the Brave                             |                 | 23 novembre 1991  |                 |
| 11 | If You Knew Andy Like I Know...                  |                 | 7 dicembre 1991   |                 |
| 12 | My Nurse Is Back and There's Gonna Be Trouble... |                 | 14 dicembre 1991  |                 |
| 13 | The Son of a Preacherman                         |                 | 4 gennaio 1992    |                 |
| 14 | Ex-Appeal                                        |                 | 11 gennaio 1992   |                 |
| 15 | The Great Escape                                 |                 | 18 gennaio 1992   |                 |
| 16 | The Mismatchmaker                                |                 | 1º febbraio 1992  |                 |
| 17 | The Return of Aunt Susan                         |                 | 8 febbraio 1992   |                 |
| 18 | The Unimportance of Being Charley                |                 | 15 febbraio 1992  |                 |
| 19 | Sayonara                                         |                 | 22 febbraio 1992  |                 |
| 20 | Dr. Weston and Mr. Hyde                          |                 | 29 febbraio 1992  |                 |
| 21 | Charley for President                            |                 | 14 marzo 1992     |                 |
| 22 | Good Neighbor Harry                              |                 | 28 marzo 1992     |                 |
| 23 | Final Analysis                                   |                 | 25 aprile 1992    |                 |
| 24 | Roots                                            |                 | 2 maggio 1992     |                 |